# マリオのピクロス
『マリオのピクロス』（Mario's Picross）は任天堂から1995年3月14日に発売されたゲームボーイ用パズルゲーム。ゲーム開発はエイプとジュピター。プロデューサーは石原恒和。

## 概要
ピクロスシリーズ第1弾。パッケージには「オトナのパズル。」とキャッチコピーが書かれ、シンプルなルールで幅広い年齢層に支持される人気ゲームとなり、世界合計の売り上げでミリオンセラーを記録した。ゲームボーイは発売から6年が経っており後継機が検討されるなどゲーム機としては終焉に向かいつつある中でのヒットとなり、良い物を作ればまだゲームボーイでも売れると石原は開発中のポケットモンスターへの自信を深めることとなった。
探検家（考古学者）に扮したマリオが、古代遺跡の石盤に隠された絵を解読する筋立て。問題では画面左上にマリオの顔が常に表示されており、絵の完成、ミス等に応じて表情を変える。基本は15×15マスの問題で、全256問を収録。
「やさしいピクロス」「キノココース」「スターコース」はそれぞれLEVEL1〜8の各レベルごとにA〜Hの8問ずつで計64問。どの問題からでも遊べる。

## ステージ
やさしいピクロス
初級問題。LEVEL1は5×5マス、LEVEL2〜6は10×10マスの問題。LEVEL7〜8は15×15だが、片側のマスが8マスまでと変則的である。
キノココース
中級問題。全て15×15の問題。
スターコース
上級問題。キノココースを全問クリアすると遊べる。
タイムトライアル
スターコースを全問クリアすると遊べる。制限時間、ヒントルーレットは無く、間違った部分を削っても教えてくれない。問題はランダム。

## 移植版
| No. | タイトル                            | 発売日        | 対応機種        | 開発元 | 発売元            | メディア                                      | 備考 | 出典        |
| --- | ----------------------------------- | ------------- | --------------- | ------ | ----------------- | --------------------------------------------- | ---- | ----------- |
| 1   | マリオのピクロス                    | 2000年3月1日  | ゲームボーイ    | 任天堂 | エイプ ジュピター | フラッシュロムカセット （ニンテンドウパワー） |      |             |
| 2   | マリオのピクロス                    | 2011年9月21日 | ニンテンドー3DS | 任天堂 | エイプ ジュピター | ダウンロード (バーチャルコンソール)           |      | [ 2 ]       |
| 3   | ゲームボーイ Nintendo Switch Online | 2025年3月7日  | Nintendo Switch | 任天堂 | 任天堂            | ダウンロード                                  |      | [ 3 ] [ 4 ] |